# Luc Gabolde
Pour les articles homonymes, voir Gabolde.
Ne pas confondre avec son frère jumeau Marc Gabolde
Luc Gabolde (né le 30 mai 1957 à Nantes) est un égyptologue français.

## Biographie
Après un doctorat d’égyptologie à l'Université Lumière-Lyon-II en 1987, il devient membre scientifique de l’IFAO (1989-1993). Il est ensuite chargé de recherches au Centre national de la recherche scientifique en poste à Karnak (1993-2003), puis au CNRS affecté à l'UMR 5140 de l'Université-Paul-Valéry-Montpellier-III depuis 2003.
Il s'est spécialisé dans :
- l'atlas des obélisques de Karnak.
- les monuments d’Amenhotep Ier à Karnak, études égyptologique et architecturale (en collaboration avec Jean-François Carlotti, C. Graindorge, P. Martinez).
- les études sur le Moyen Empire à Karnak.
- les études sur les origines d'Amon et les origines de Karnak.

## Publications
- Luc Gabolde, Le « grand château d’Amon » de Sésostris Ier à Karnak, MAIBL 17, 1998
- Luc Gabolde, Les monuments décorés en bas-reliefs, aux noms de Thoutmôsis II, Hatchepsout et Thoutmôsis III, à Karnak, Le Caire, MIFAO 123, 2005